# Alex Elder
Alex Elder (Lisburn, 25 aprile 1941) è un ex calciatore nordirlandese, di ruolo difensore, per tre incontri capitano dell'Irlanda del Nord tra il 1964 e il 1966.

## Palmarès

### Club

#### Competizioni nazionali
- Campionato inglese: 1

Burnley: 1959-1960
- Charity Shield: 1

Burnley: 1960